# Marco Keiner
Marco Keiner (* 13. April 1963 in Überlingen) ist ein deutscher Autor und Umwelt-Direktor bei den Vereinten Nationen.

## Leben
Nach dem Studium der Geographie an den Universitäten von Erlangen-Nürnberg und Nizza, sowie einem Nachdiplomstudium in Raumplanung an der ETH Zürich, arbeitete er als Raumplaner in den kantonalen Verwaltungen von Zürich und St. Gallen. Danach ging er für vier Jahre als Entwicklungshelfer nach Mali und Benin. Dort entstand seine Doktorarbeit zu nachhaltigkeitsorientierter Landnutzungsplanung im Sahel. Er promovierte 1999 an der Katholischen Universität Eichstätt-Ingolstadt. Von 2000 bis 2007 war Keiner Oberassistent am Institut für Raum- und Landschaftsentwicklung der ETH Zürich und zeitweise Dozent für Geographie und Raumplanung an der Universität Innsbruck, wo er sich auch im Jahr 2005 habilitierte. 2007 wurde er Leiter der Sektion "Urban Environment" bei UN-HABITAT in Nairobi.  Von 2008 bis 2010 war er Direktor der Abteilung für Umwelt, Wohnungswesen und Landnutzung bei der Wirtschaftskommission der Vereinten Nationen in Genf. Seit 2011 ist Marco Keiner Direktor der Abteilung für Umwelt.

## Werke
- Marco Keiner (Hrsg.): Sustainable Urban Development in China – Wishful Thinking or Reality? Monsenstein und Vannerdat, Münster 2008, ISBN 978-3-86582-588-9.
- Marco Keiner: Sustainable Futures for Switzerland, Europe and the World. Monsenstein und Vannerdat, Münster 2007, ISBN 978-3-86582-478-3.
- Marco Keiner (Hrsg.): The Future of Sustainability. Contributors: Ernst-Ulrich von Weizsäcker, Michail Gorbatschow, Dennis Meadows, Peter Marcuse, Alan AtKisson, Helena Norberg-Hodge, Albert Bartlett, Marios Camhis, Herman Daly, Mathis Wackernagel, Klaus Leisinger. Springer, Dordrecht 2006, ISBN 1-4020-4734-7.
- Marco Keiner: Planungsinstrumente einer nachhaltigen Raumentwicklung. (= Innsbrucker Geographische Studien. Band 35). Innsbruck 2005, ISBN 3-901182-38-1.
- Marco Keiner, Willy A. Schmid, Martina Koll-Schretzenmayr (Hrsg.): Managing Urban Futures: Sustainability and Urban Growth in Developing Countries. Ashgate Publishers, Aldershot 2005, ISBN 0-7546-4417-0.
- Marco Keiner, Christopher Zegras, Willy A. Schmid, Diego Salmerón (Hrsg.): From Understanding to Action: Sustainable Urban Development in Medium-Sized Cities in Africa and Latin America. Springer, Dordrecht 2004, ISBN 1-4020-2879-2.
- Martina Koll-Schretzenmayr, Marco Keiner, Gustav Nussbaumer (Hrsg.): The Real and the Virtual Worlds of Spatial Planning. Springer, Berlin/Heidelberg 2004, ISBN 3-540-40748-0.
- Marco Keiner: Probleme der nachhaltigen agraren Ressourcennutzung in Westmali und planerische Lösungsansätze – Dargestellt am Cercle de Kita (Region Kayes). Dissertation. Shaker, Aachen 1999, ISBN 3-8265-6151-1.